# 카스티야 내전
카스티야 내전(Primera Guerra Civil Castellana)은 1366년부터 1369년까지 계속된 카스티야 왕국의 내전을 말한다. 넓은 의미로 본다면 잉글랜드 왕국과 프랑스 왕국의 대립도 포함되어 있어서 백년 전쟁의 일부라고 생각하고 있다. 처음엔 카스티야 왕국의 계승을 둘러싸고, 국내와 국외 세력의 지지를 받은 페드로와 그의 배다른 형제 엔리케 데 트라스타마라(훗날 엔리케 2세)가 왕위를 다투었다.

## 원인
페드로는 지지자들로부터 "심판왕"이라고 불렸으나, 적들에게는 "잔혹왕"이라고 불리고 있었다. 고위귀족에게 있어 페드로는 압제자였고, 왕권에 대항하는 자에게는 용서가 없었다. 그는 아라곤 왕국에 대한 세력확대를 획책하고, 아라곤에 침입을 되풀이 하였다 (로스 두스 페드로스 전쟁)
페드로의 배다른 형제 엔리케는 고위귀족의 지지를 얻은 것 뿐만 아니라, 프랑스와 아라곤, 교황청도 우방으로 삼았다. 1366년 그는 공식적으로 카스티야, 레온, 토렌도, 세비리야에서 배다른 형제 페드로를 페위시키고, 라스 우에르가스 수도원에서 스스로 왕위에 올랐다..

## 대립
1366년 프랑스에서 돌아온 엔리케는 프랑스, 아라곤 구성군과 잉글랜드 용병들로 이루어진 대군을 몽페리에로 집결시켜, 프랑스왕과 아라곤 왕의 원조를 받으며 카스티야로 침공했다(샤를 5세와 아라곤왕 페로 4세도 각자 참가했다). 엔리케는 페드로 1세를 패주시키는 데 성공했다.
페드로 1세는 잉글랜드 왕가의 소유영지인 가스코뉴에 있던 바이욘으로 망명했다. 그는 흑태자 에드워드에게 원조를 요청하고, 그 보답으로 카스티야의 소유영지의 분할을 받아들임으로써 원조를 얻게 되었다. 흑태자가 이끄는 잉글랜드군과 더불어 페드로 1세는 카스티야로 돌아와 1367년 자신의 왕위를 다시 주장했고, 나헤라 전투에서 승리하여 엔리케를 프랑스로 패주시켰다.
그런데 페드로 1세는 흑태자와 그의 동맹자와의 약속을 거절하고, 그 때문에 흑태자는 얼마안가 카스티야를 떠났다. 1368년 엔리케와 샤를 5세는 토렌드 조약에 서명하고, 육상에서 군사원조를 받는 대신 비스케만 해상에서 카스티야 함선을 주는 것으로 마무리지었다.
1369년 엔리케는 다시 침공해 몽티에르 전투에서 페드로 1세를 모살했다. 그는 엔리케 2세로 즉위하고, 곧 공직에서 유대인을 추방하고 자신의 지배를 견고히 했다. 이때부터 카스티야는 전쟁에서 프랑스와 동맹을 유지하게 되었다.